# Єзер (Ботошань)
Єзер (рум. Iezer) — село у повіті Ботошані в Румунії. Входить до складу комуни Хілішеу-Хорія.
Село розташоване на відстані 394 км на північ від Бухареста, 36 км на північний захід від Ботошань, 131 км на північний захід від Ясс.

## Населення
За даними перепису населення 2002 року у селі проживали 610 осіб, усі — румуни. Усі жителі села рідною мовою назвали румунську.